# Ставки (Лиманский район)
Ставки (укр. Ставки) — село, относится к Лиманскому району Одесской области Украины.
Население по переписи 2001 года составляло 175 человек. Почтовый индекс — 67520. Телефонный код — 4855. Занимает площадь 0,27 км². Код КОАТУУ — 5122782203.

## История
В 1945 г. Указом ПВС УССР хутор Энера переименован в Ставки.

## Местный совет
67520, Одесская обл., Лиманский р-н, с. Трояндовое, ул. Кирова, 4